# Saint-Nicolas-des-Biefs
Saint-Nicolas-des-Biefs ist eine französische Gemeinde mit 153 Einwohnern (Stand: 1. Januar 2022) im Département Allier in der Region Auvergne-Rhône-Alpes (bis 2015 Auvergne). Sie gehört zum Arrondissement Vichy und zum Kanton Lapalisse. 

## Geographie
Saint-Nicolas-des-Biefs liegt etwa 29 Kilometer ostsüdöstlich von Vichy.
Die Nachbargemeinden von Saint-Nicolas-des-Biefs sind Arfeuilles im Norden, Saint-Bonnet-des-Quarts im Nordosten, Saint-Rirand im Osten, Les Noës im Osten und Südosten, Arcon im Südosten, Laprugne im Süden und Südwesten, La Chabanne im Südwesten, Saint-Clément im Westen sowie Châtel-Montagne im Westen und Nordwesten.

## Geschichte
Im Jahr 1849 wurde der Ort La Chabanne eine eigenständige Gemeinde, der zuvor zur Gemeinde Saint-Nicolas-des-Biefs gehörte.

## Bevölkerungsentwicklung
| Jahr                       | 1962 | 1968 | 1975 | 1982 | 1990 | 1999 | 2006 | 2011 | 2019 |
| Einwohner                  | 405  | 333  | 226  | 168  | 145  | 160  | 176  | 180  | 165  |
| Quellen: Cassini und INSEE |      |      |      |      |      |      |      |      |      |

## Sehenswürdigkeiten
- Kirche Saint-Nicolas aus dem 19. Jahrhundert
- Museum Le Verrier

Siehe auch: Liste der Monuments historiques in Saint-Nicolas-des-Biefs

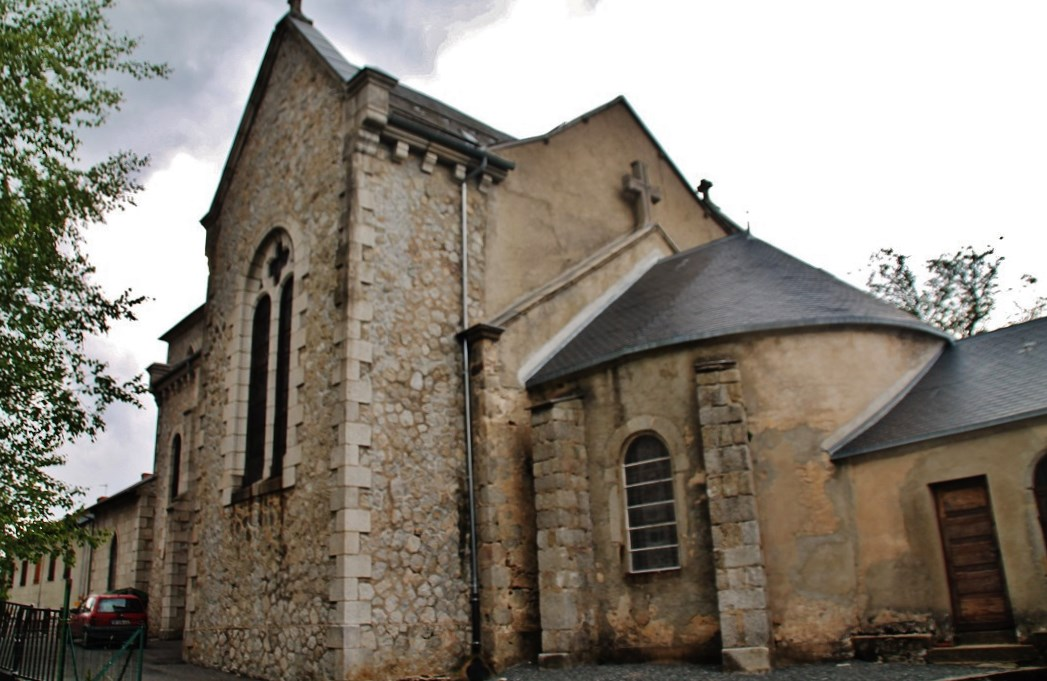
Kirche Saint-Nicolas